# さいたま市立中島小学校
さいたま市立中島小学校（さいたましりつ なかじましょうがっこう）は、埼玉県さいたま市桜区にある公立小学校。詳しく

## 沿革
- 1982年（昭和57年）4月1日 - 浦和市立中島小学校が開校。
- 2001年（平成13年）5月1日 - さいたま市誕生により、さいたま市立中島小学校に改称。
- 2011年（平成23年）8月8日 - 校舎耐震工事完了。

## アクセス
- JR埼京線南与野駅から徒歩10分。